# Proiezione di Bonne

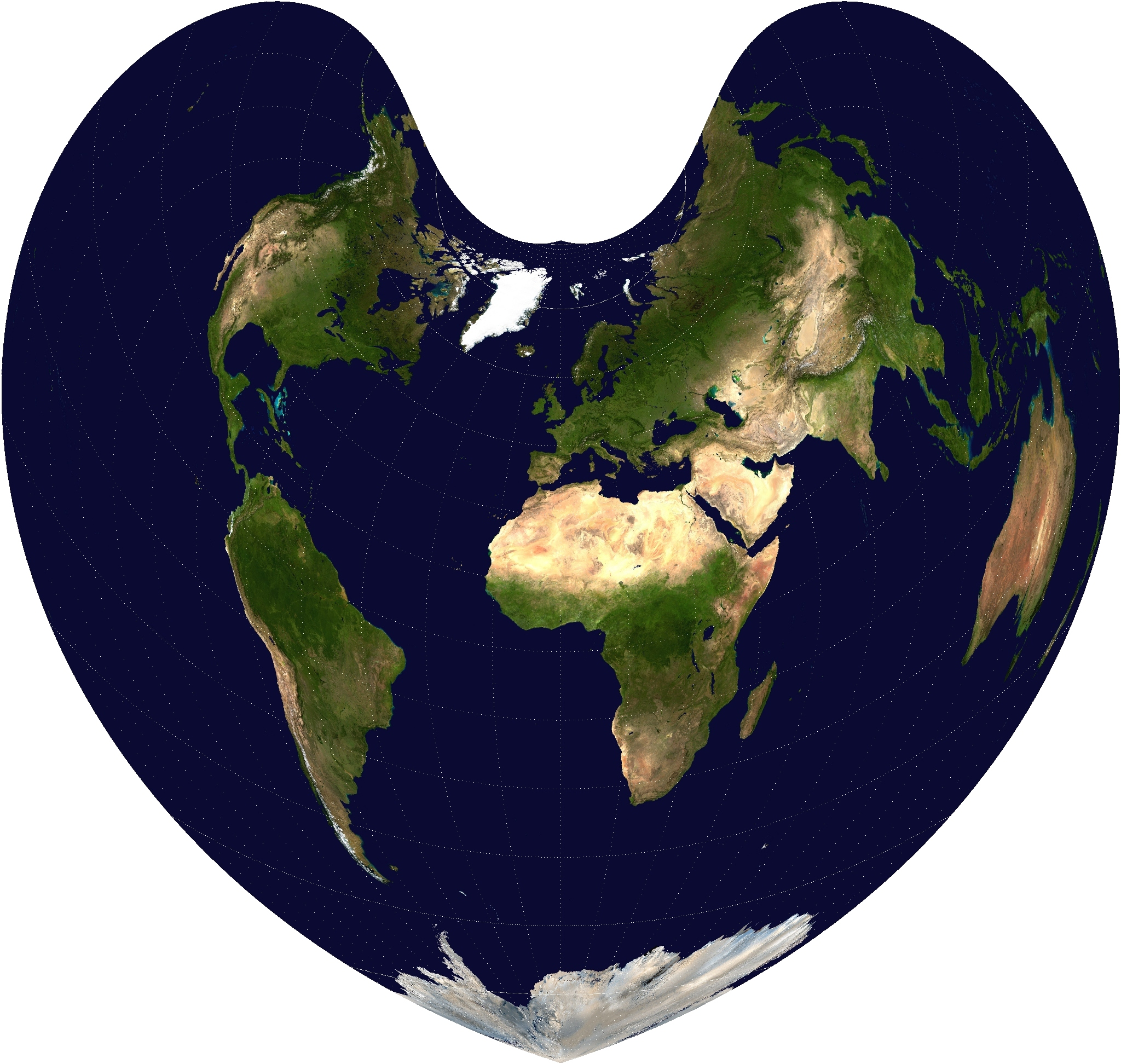
Planisfero secondo la proiezione di Bonne con parallelo di base il 45°N

La proiezione di Bonne è una proiezione cartografica pseudoconica equivalente. In essa i paralleli sono rappresentati da cerchi concentrici equidistanti; la scala è mantenuta lungo i paralleli; le forme sono conservate lungo il meridiano ed il parallelo di base.  Essa è perciò equivalente ma non isogona, eccetto che vicino al suo punto d'origine.

## Storia

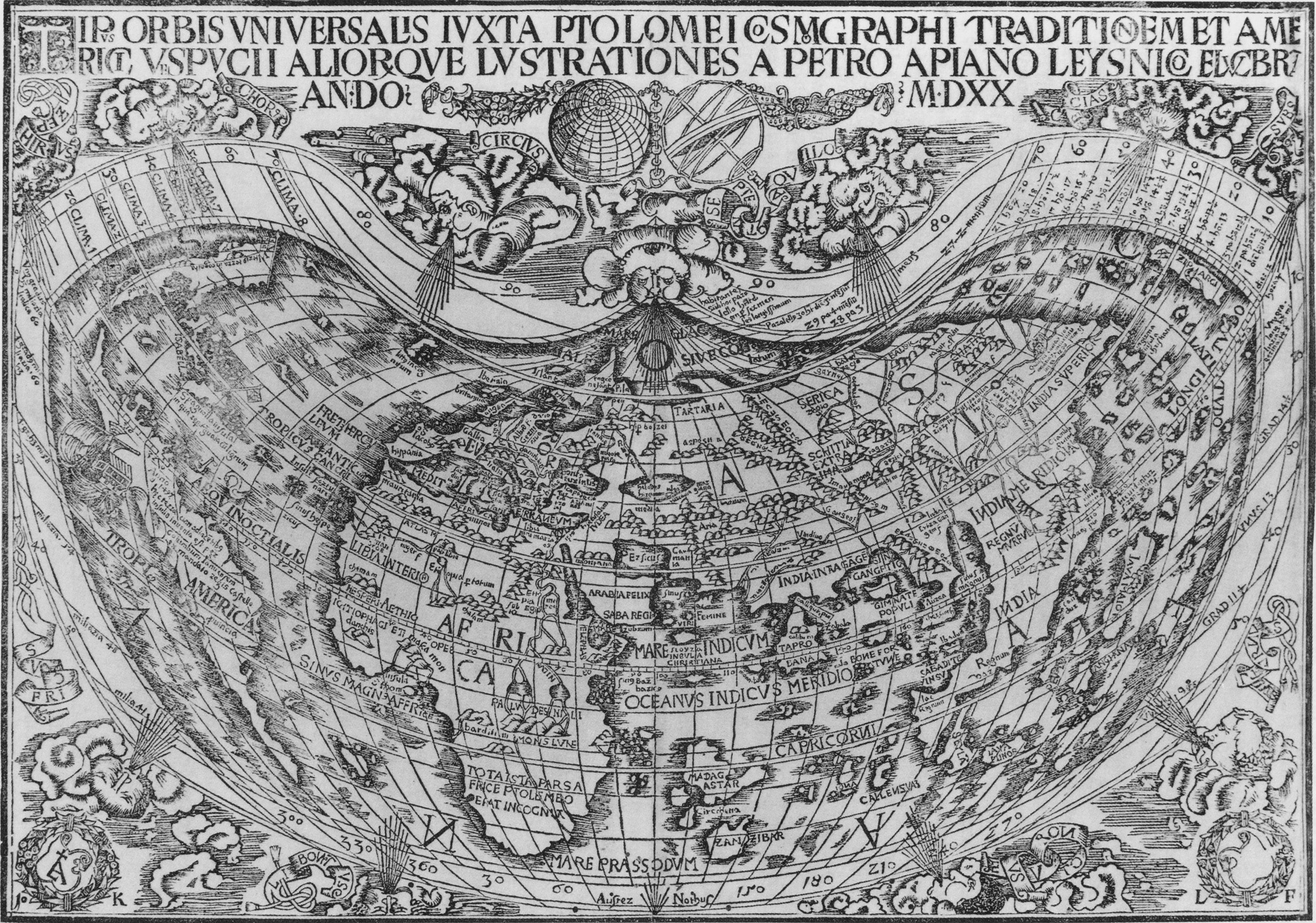
Planisfero di Pietro Apiano

Questa proiezione è stata definitivamente descritta intorno al 1780 dal Cartografo del Re di Francia presso il Dépôt des cartes et plans de la Marine Rigobert Bonne. Essa è stata usata dal Dépôt de la Guerre per redigere le cartes d'État-Major durante l'Ottocento per le quali il parallelo di base era il 45°N e il meridiano di base quello di Parigi. La proiezione di Bonne è anche utilizzata per la carta Michelin in scala 1/1 000 000. Nel suo uso militare è stata sostituita dalla proiezione conica conforme di Lambert nel corso della prima guerra mondiale.
Benché porti il nome di Bonne, era usata già da tempo.
Una proiezione di questo tipo è stata utilizzata da Waldseemüller nel suo planisfero del 1507 e poi nel planisfero di Sylvanus del 1511, e ancora in quello di Pietro Apiano del 1520. E poi da Johannes Honterus nel 1561, da Guillaume Delisle prima del 1700 e da Vincenzo Maria Coronelli nel 1696.
Nei suoi principi si può considerare un perfezionamento della seconda proiezione proposta da Claudio Tolomeo, di cui Apiano riprende la forma "a mantello" del planisfero di Martin Waldseemüller nonché i meridiani e paralleli di base.

## Formula
La proiezione è definita dalle seguenti funzioni trigonometriche:
{\displaystyle x=\rho \sin E\,}
{\displaystyle y=\cot \phi _{1}-\rho \cos E\,}
con:
{\displaystyle \rho =\cot \phi _{1}+\phi _{1}-\phi \,}
{\displaystyle E={\frac {\lambda -\lambda _{0}}{\rho }}\cos \phi }
dove {\displaystyle \phi \,} è la latitudine e {\displaystyle \phi _{1}\,} il parallelo di base, mentre {\displaystyle \lambda \,} è la longitudine e {\displaystyle \lambda _{0}\,} il meridiano centrale.
Secondo i meridiani e paralleli di base scelti si ottengono dei reticolati geografici (meridiani e paralleli) più o meno strani , spesso "a buccia d'arancia".
Quando il parallelo di base è vicino all'equatore, il polo corrisponde a un punto; ma quando si avvicina al polo l'angolo al polo diventa concavo. e quando il parallelo di base è il 60°, l'angolo al polo diventa piatto.

## Casi limite

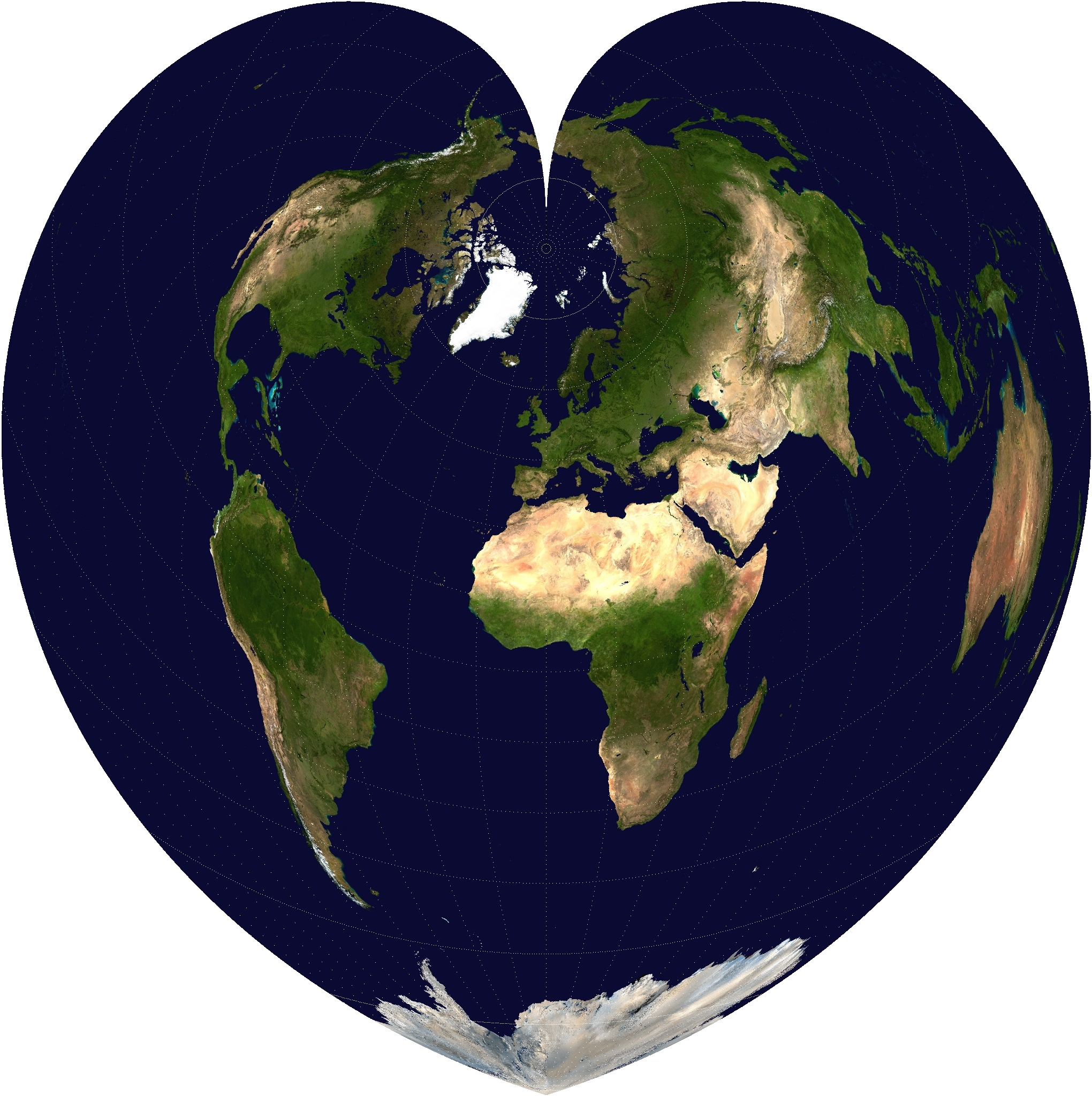
Proiezione di Werner

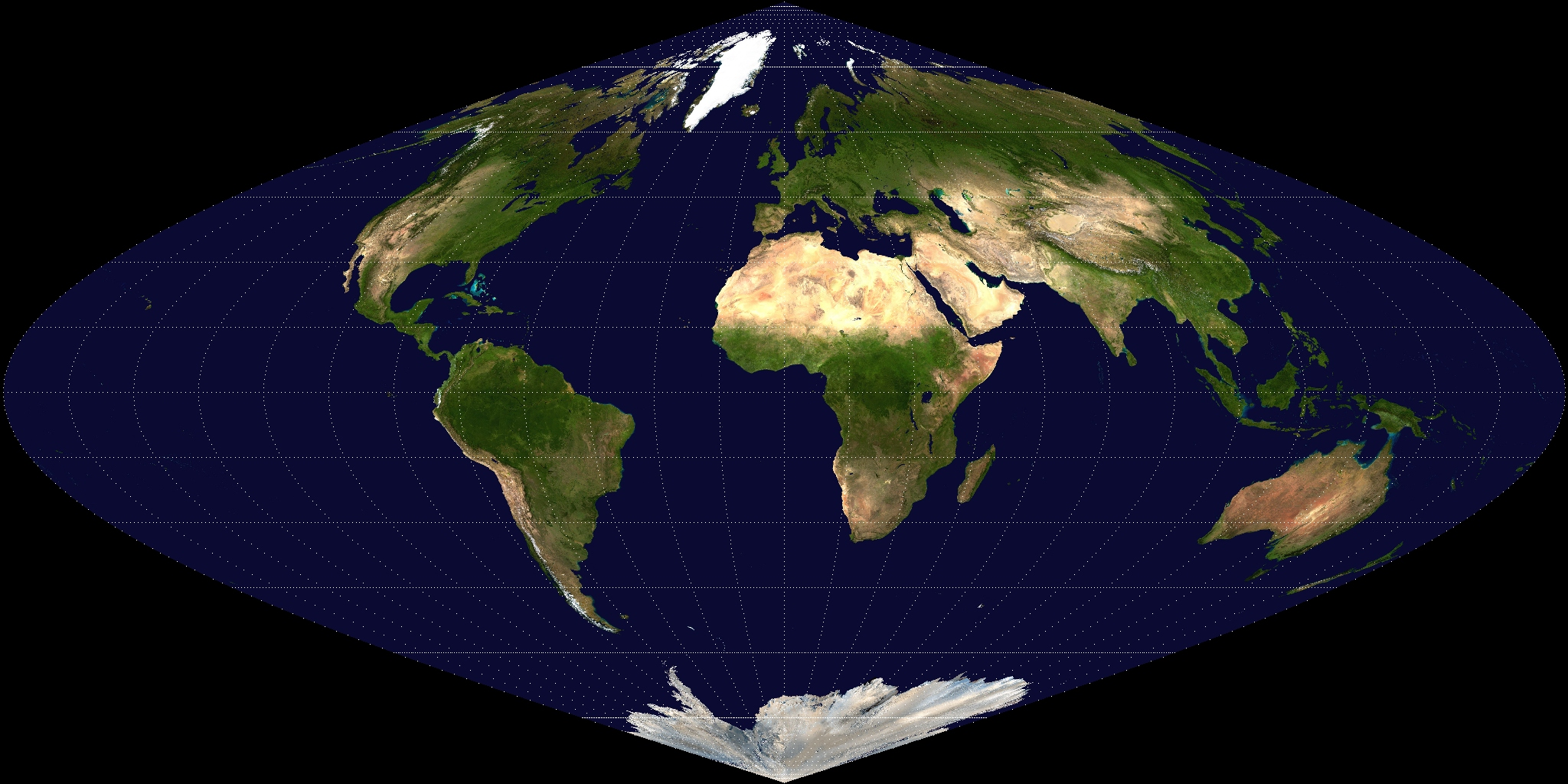
Proiezione sinusoidale

La forma più sorprendente è quella che prende quando il parallelo di base coincide con un polo. Allora il planisfero assume una forma "a cuore".
Questa proiezione viene chiamata "proiezione di Werner".
L'altro caso limite si ha quando il parallelo base coincide con l'equatore: in questo caso i cerchi concentrici sono delle rette e i meridiani delle sinusoidi, donde il nome di proiezione sinusoidale.